# Rezervația botanică Kalîniv
Kalîniv (în ucraineană Калинівський ботанічний заказник) este o rezervația botanică de importanță locală din raionul Odesa, regiunea Odesa (Ucraina), situată lângă satul Kalînivka. Este administrată de silvicultura de stat „Odesa”.
Suprafața ariei protejate constituie 92 de hectare, fiind creată în anul 1993 prin decizia Consiliului executiv regional. Rezervația a fost creată pe un teritoriu pe care s-au păstrat fitocenoze rare și peste 20 de specii de plante rare și pe cale de dispariție, inclusiv enumerate în Cartea Roșie a Ucrainei. 